# (6776) Dix
(6776) Dix ist ein Asteroid des Hauptgürtels, der am 6. April 1989 vom deutschen Astronomen Freimut Börngen an der Thüringer Landessternwarte Tautenburg (IAU-Code 033) in Thüringen entdeckt wurde.
Der Asteroid wurde nach dem deutschen Maler und Grafiker des 20. Jahrhunderts Otto Dix (1891–1969) benannt, dessen Werk von stilistischer Vielfalt geprägt ist, jedoch in seiner künstlerischen Grundhaltung dem Realismus verpflichtet bleibt.
Der Himmelskörper gehört zur Astraea-Familie, einer Gruppe von Asteroiden, die nach (5) Astraea benannt ist.